# Qızılorda
Qızılorda (Kazachs: Қызылорда, Qyzylorda; Russisch: Кзыл-Орда) is een - met district gelijkgestelde - stad in Kazachstan en is de hoofdplaats van de oblast Qızılorda.
Bij de volkstelling van 1999 telde Qızılorda circa 230.000 inwoners, begin 2019 bijna 355.000.

## Geschiedenis
De stad werd rond 1820 opgericht als Ak-Metsjet, wat zoveel betekent als wit'e moskee. In het begin was er enkel een fort. Na de Russische verovering van Turkestan door generaal Perovski werd het Fort-Perovski genoemd. Hierrond ontstond een stadje dat Perovsk heette. In 1925 werd de naam gewijzigd in Kzyl-Orda en werd hoofdstad van de Kazachse ASSR tot 1929. Na het uiteenvallen van de Sovjet-Unie werd de Kazachse spelling gebruikt voor de stad.

## Verkeer

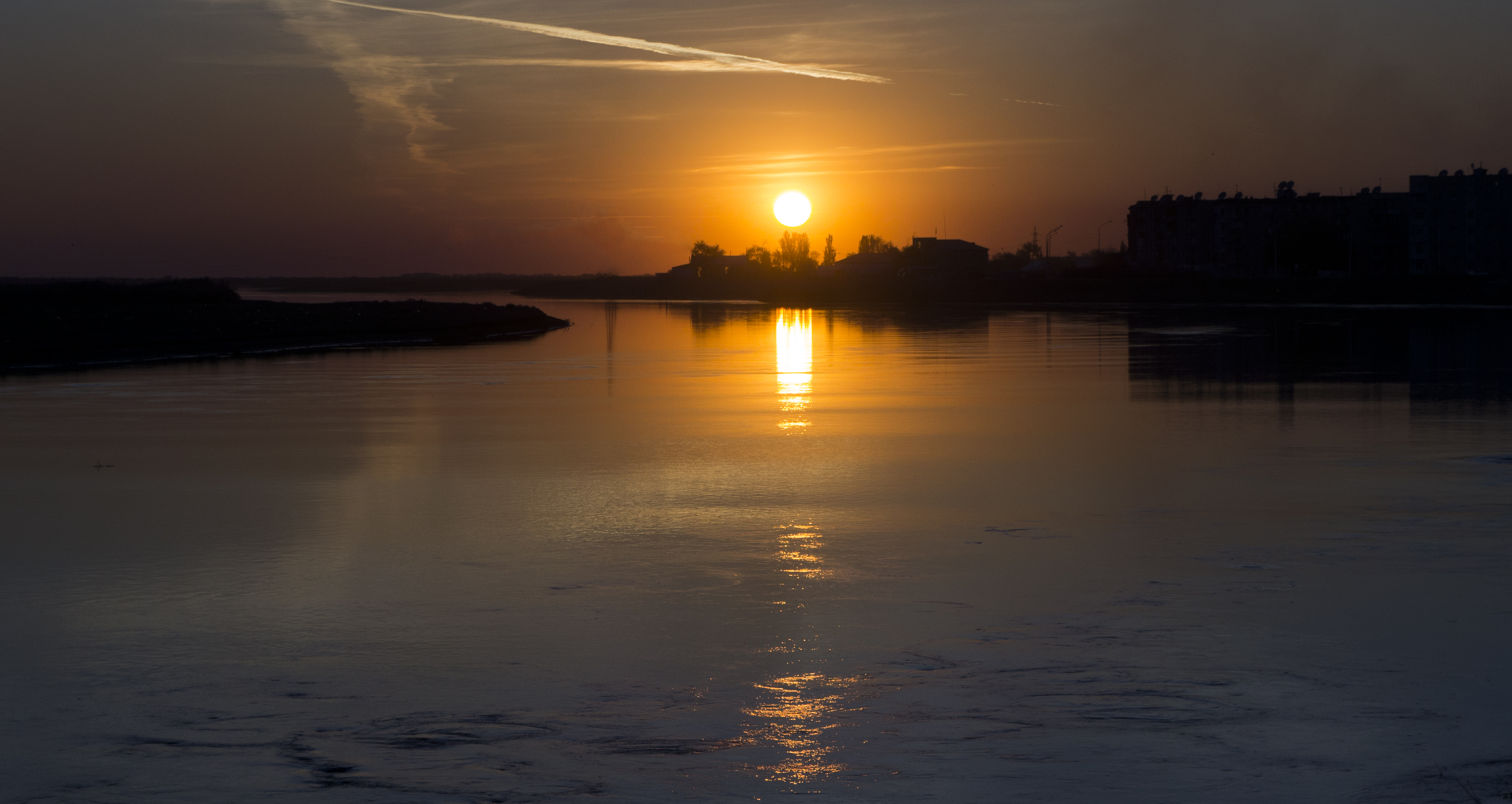
De Syr Darja stroomt door de stad

Nabij de stad bevindt zich een vliegveld. Het is een belangrijk aanvoerfaciliteit voor de olievelden in het nabije Turgaj bassin. Qysylorda ligt aan de Trans-Aralspoorlijn, die van Orenburg naar Tasjkent verloopt. Door de stad gaat de M32 die in het westen van Kazachstan begint en naar Sjymkent verloopt. In Qysylorda beginnen de A17, die de stad met Pavlodar verbindt, en de E-4 die naar Uchquduq en Buchara in Oezbekistan gaat.

## Landbouw
In de omgeving van Qızılorda vindt verbouw van rijst plaats. Honderden hectare land wordt ervoor gebruikt; de stad heeft twee bedrijven om rijst te verwerken. Omdat het klimaat met gemiddeld 150 mm neerslag per jaar erg droog is, moet voor irrigatie veel water aan de rivier Syr Darja, die naar het Aralmeer stroomt, worden onttrokken.

## Onderwijs
De Universiteit van Qızılorda is een belangrijk wetenschappelijk en cultureel centrum in de Aral-regio. Opgericht in 1950, worden er aan 11 faculteiten studenten opgeleid.

## Toerisme
Interessante plekken om te bezoeken zijn het verdwijnende Aralmeer en de Kosmodroom Bajkonoer, archeologische opgravingen in Sauran en Shyganak, en enkele oude mausoleums.